# Lijst van grietmannen van Aengwirden
Dit is een lijst van grietmannen van de voormalige Nederlandse grietenij Aengwirden in de provincie Friesland tot de invoering van de gemeentewet in 1851.
| Ambtsperiode | Naam grietman                                              | Leven     | Bijzonderheden |
| ------------ | ---------------------------------------------------------- | --------- | --- |
| 1509 - 1525  | Tjaard van Andringa                                        |           | Tevens grietman van Utingeradeel |
| 1525 - 1529  | Ids Tiebes                                                 |           | |
| 1529 - 1531  | Tinco Sackes                                               |           | |
| 1531 - 1546  | Abba Jans                                                  |           | |
| 1546 - 1576  | Gerben Menthiesz                                           |           | Deed afstand ten behoeve van zijn zoon. |
| 1576 - 1580  | Jochem Gerbens                                             |           | Zoon van voorganger. |
| 1580 - 1585  | Sierd Tjebbes                                              |           | |
| 1585 - 1588  | Feijke Tetmans                                             | 1538-1601 | Substituut-grietman, tevens grietman van Utingeradeel. Schoonzoon van Sako van Rinia, grietman van Westdongeradeel. |
| 1588 - 1605  | Johannes Agricola                                          |           | |
| 1605 - 1605  | Jelle van Andringa                                         |           | Substituut-grietman. |
| 1605 - 1626  | Hyppolytus Crack                                           | †1626     | Bouwde de voorganger van de Crackstate in Heerenveen. |
| 1626 - 1630  | Anne van Wykel                                             | †1635     | Schoonzoon van Martinus Fockens, grietman van Opsterland. |
| 1636 - 1652  | Johannes Sytzes Crack                                      | †1652     | Neef van Hyppolytus Crack. Schoonzoon van Rinco Lycklama, grietman van Weststellingwerf. Bouwde een nieuwe Crackstate in 1648. |
| 1652 - 1657  | Tjaerd van Heloma                                          | 1618-1657 | |
| 1657 - 1657  | Nicolaas van Heloma                                        | 1622-1691 | Broer van voorganger. |
| 1657 - 1673  | dr. Jacobus van Bouricius                                  | †1673     | Schoonzoon van Johannes Sytzes Crack. |
| 1673 - 1676  | Johan Edzard van Douma                                     | †1676     | Zoon van Epo van Douma, grietman van Ferwerderadeel. |
| 1677 - 1679  | Johannes Crack van Bouricius                               | †1700     | Zoon van dr. Jacobus van Bouricius. Deed afstand ten behoeve van zijn zoon. |
| 1679 - 1715  | Jacobus van Bouricius                                      | 1680-1714 | Zoon van voorganger. Schoonzoon van dr. Martinus van Scheltinga |
| 1715 - 1721  | dr. Martinus van Scheltinga                                | 1656-1726 | Zoon van Livius van Scheltinga, grietman van Achtkarspelen. Schoonvader van Jacobus van Bouricius. |
| 1721 - 1757  | Martinus van Bouricius                                     | 1708-1755 | Kleinzoon van voorganger. Zoon van Jacobus van Bouricius. Schoonzoon van Augustinus Lycklama à Nijeholt, grietman van Opsterland. Zijn grootvader Martinus van Scheltinga bleef optreden als substituut-grietman tot diens eigen dood in 1726 daar Van Bouricius nog minderjarig was. |
| 1757 - 1772  | Hobbe Baerdt van Sminia                                    | 1730-1813 | Aansluitend grietman van Tietjerksteradeel. |
| 1772 - 1795  | Edo Alma van Idema                                         | 1742-1803 | Schoonzoon van Martinus van Bouricius. Afgezet in 1795. |
| 1795 - 1813  | Jhr. mr. Menno Coehoorn van Scheltinga (1809)              |           | Geen grietman maar baljuw vanwege de Franse tijd |
| 1813 - 1817  | mr. Daniël de Blocq van Scheltinga                         | 1767-1816 | Broer van voorganger. Zoon van Martinus van Scheltinga, grietman van Schoterland. |
| 1817 - 1828  | jhr. Henricus Franciscus Josephus van Schenk van Nijdeggen | 1758-1827 | Schoonzoon van Augustinus Lycklama à Nijeholt, grietman van Utingeradeel. |
| 1828 - 1851  | Willem Hendrik Bouricius van Idema                         | 1797-1852 | Op eigen verzoek in 1851 eervol ontslagen. Kleinzoon van Edo Alma van Idema. |